# ドンバスの親ロシア派分離主義勢力
ドンバス盆地の親ロシア派分離主義勢力（ドンバスぼんちのしんロシアはぶんりしゅぎせいりょく）は、ウクライナのドンバス地域内の親ロシア派分離地域「ドネツク人民共和国」（DPR）と「ルガンスク人民共和国」（LPR）傘下の民兵と武装義勇兵集団である。ドネツク市民軍とルガンスク市民軍の二つの組織があり、ドンバス戦争においてウクライナ軍と戦闘を続けている。彼らはウクライナ政府からテロリスト集団に指定されている。

## 概要
ドネツク市民軍は、ドネツィク州の「人民知事」に選出されたパベル・グバレフによって2014年3月に結成された。南東軍は、2014年4月にルハンシク州で結成された。彼らはもともと、州内のウクライナ政府の建物の支配に関与していた。ウクライナ政府が市民軍に対して対テロ作戦を開始し、ドンバス戦争が勃発するまで緊張が高まった。市民軍は、2014年7月にマレーシア航空17便を撃墜した責任があるとウクライナ政府から非難されているが、分離主義者の指導者達はこれを否定している。2014年9月、ドネツク共和国とルガンスク共和国の市民軍は、ノヴォロシア連合軍（ロシア語: Объединённые Вооруженные Силы Новороссии、頭字語：NAF）傘下で統合した。NAFは非承認の政治連合ノヴォロシア人民共和国連邦と提携することになっていた。 2つの民兵組織はDPR第1軍団とLPR第2軍団になった。しかし、ノヴォロシア計画は2015年5月に中断された。
分離主義勢力はロシア軍の支援を受けていると広く信じられている。ウクライナ、米国、および一部のアナリストは、第1軍団と第2軍団を、2017年にロシア・ロストフ州ノボチェルカッスクで結成された第8親衛諸兵科連合軍の指揮下にあるロシアの編隊と見なしている   。ロシア政府はしばしば直接の関与を否定し、自国の兵士は自発的にそこにいて命令を受けていないと述べている。分離主義者は、ロシアから物資を受け取り、そこで訓練を受けていることを認めている。BBCは、分離主義者の兵士は数千人のロシア市民で構成されていると報じた。ロシア連邦の登録コサックも分離主義者を支援している。DPR元首のアレクサンドル・ザハルチェンコは、2014年8月に、DPRの民兵のために戦っている約3000〜4000人のロシア人義勇兵がいると主張した。2015年9月以降、大隊レベル以上の分離主義勢力は、ロシア陸軍将校の直接の指揮下で行動していると言われており、元地方司令官が代理を務めることもあるとされている。

## 歴史

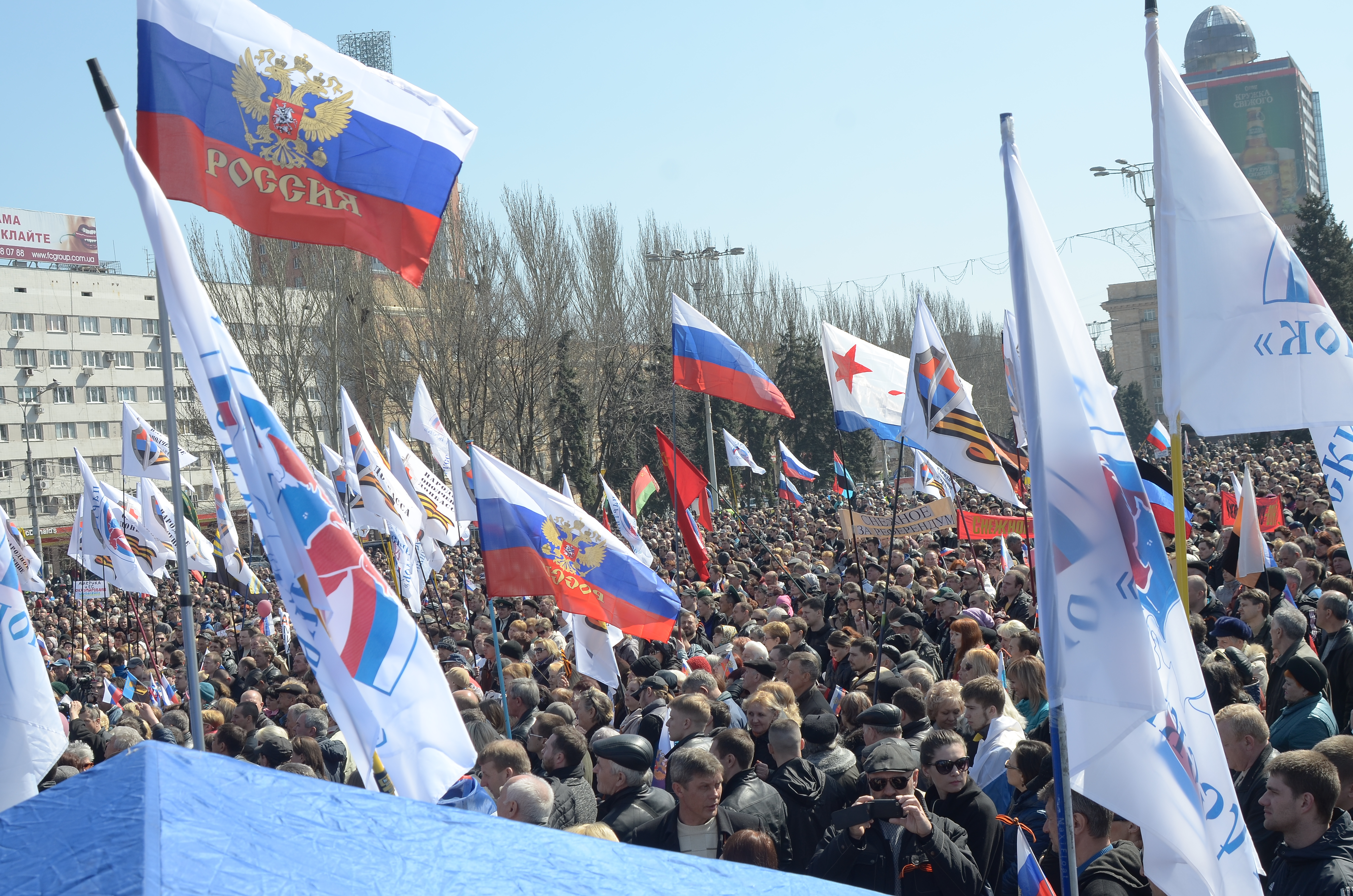
2014年4月6日にドネツクで開催された親ロシア派の集会

ウクライナでの親ロシア派騒乱中の2014年3月3日、デモ隊がドネツィクの地方行政ビルを支配した。パベル・グバレフ率いる新たに結成された反政府武装集団「ドンバス市民軍」が参加した。これは、ロシア民族の人口が多いウクライナの11都市でウクライナ新政府に対するデモが行われた際に起こった。2014年4月6日、親露派のデモ隊2000人が地方行政ビルの外に集まった。同日、ウクライナ東部のデモ隊が、ハルキウの地方行政ビルとルハーンシクのSBU本部を襲撃した。このグループは人民評議会を設立し、クリミアで行われたような国民投票を要求した。数日以内に、クラマトルスクやスラビャンスクなどの都市のいくつかの政府の建物も襲撃された。4月12日、ドネツク人民共和国の支持者とドンバス市民軍のメンバーがスラビャンスクに検問所とバリケードを設置した。同日、ドネツクの「ベルクト」部隊の元メンバーがドンバス市民軍に加入した。
4月13日、ウクライナ新政府は、分離主義者に対して武装解除を行う期限を与え、それまでに武装解除しなければこの地域での「本格的な対テロ作戦」に直面することになるとした。その日遅く、スラビャンスク近郊で市民軍とウクライナ軍との間での初の戦闘が行われたと報じられ、双方に死傷者が出た。4月14日、ドンバス市民軍のメンバーは、BM-21ミサイルで武装したウクライナ軍のKrAZトラックが市内に入るのを阻止した。 4月15日、ウクライナ政府は、民兵に占領された地域の権力の回復を目的として、本格的な「対テロ作戦」を開始した。

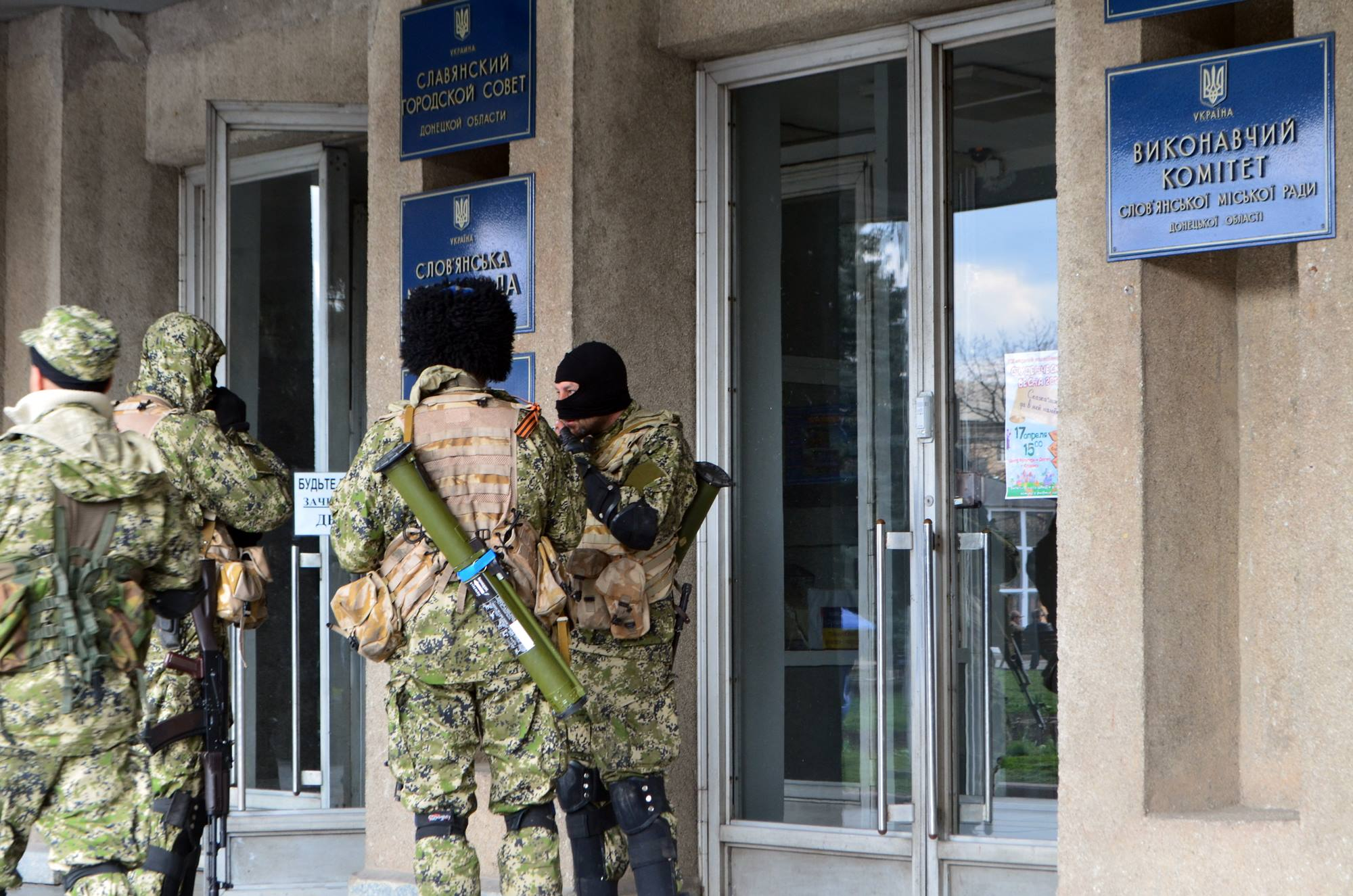
ロシアの登録コサックの管理下にあるスラビャンスク市議会（2014年4月14日）

4月16日、市民軍は、転向した第25独立空挺旅団の分子から入手した6台のBMD空挺水陸両用追跡歩兵戦闘車と共にスラビャンスクに入った。クラマトルスクでは地元の人々によって車両が封鎖された後、ウクライナ軍の縦隊が武装解除された。市民軍は2S9ノーナ-S 120mm自走砲も受け取った。 4月20日、民間人の服を着た身元不明の武装集団が、スラビャンスク市の入口にある市民軍の検問所を攻撃し、襲撃者3人と市民軍のメンバー3人が死亡した。5月14日、市民軍の8人のメンバーがNovokramatorsky Mashinostroitelny ZavodからIMR装甲車両を押収した。
5月15日、ドンバス市民軍は最後通告をキエフに送った。彼らは、ドネツィク州からのウクライナ軍の全軍撤退を要求した。5月17日、数人の市民軍がセベロドネツクとリシチャンシク（ルハンシク州）から2台のBRDM非武装装甲車を押収した。5月22日、ノヴォロシア人民共和国連邦が宣言された。5月23日、市民軍の数人のメンバーがLoskutovka（ルハーンシク州）から別のBRDM-Rkh非武装装甲車を押収した。

パベル・グバレフが選んだノヴォロシアの旗で、主に2014年から2015年にかけてDPR/LPR軍が軍旗として使用した。

2014年7月、分離主義勢力の推定人員は約1万〜2万人であった。
民兵は、2014年7月17日に民間旅客機マレーシア航空17便の撃墜事件に関与したと広く疑われていた。
8月8日、民兵は、ロシア国境近くでの戦闘後、18台のBM-21多連装ロケット砲、15台の戦車と装甲兵員輸送車、榴弾砲、MANPADSを含むさまざまな状態の合計67個の装備（弾薬と燃料切れの使用可能なもの、欠陥があるが使用可能なもの、戦闘で損傷して完全に使用できなくなったものなど）を鹵獲したと主張した。 8月12日の時点で、民兵は少なくとも200台の装甲車両を保有していた。

7月～8月初旬は民兵にとって悲惨なものであり、多くのアナリストは、彼らは敗北の危機に瀕していると述べていたが、突然の反撃（ウクライナ政府によるとこの反撃はロシア軍に支援されていたという）で数千人のウクライナ軍を包囲し、同軍に撤退を余儀なくさせた（イロヴァイスクの戦い）。民兵はすぐに、サヴール・モヒラやルハーンシク国際空港などの戦略的拠点を奪還した。ドネツク人民共和国（DPR）とルガンスク人民共和国（LPR）の両軍は、2014年9月16日に統合し「ノヴォロシア連合軍」（NAF）を形成した。連合軍の最高司令官にはイワン・コルスン中将が就任した。
2015年2月2日、DPR元首のアレクサンドル・ザハルチェンコは、10日以内にDPRで総動員が計画されており、男性1万人が招集されると明らかにし、最終的にNAFの兵力は10万人に拡大することになると述べた。
2015年3月、分離主義者の推定人員は3万～3万5000人に増加した。
2015年5月20日、ノヴォロシア人民共和国連邦の指導部は連合「計画」の終了を発表したが、連合軍はDPRとLPRの合同武装勢力として維持された。
2015年半ばにウクライナ政府は、分離主義者側にロシア兵9000人を含む約4万2500人の戦闘員がいたと主張した。
2022年2月24日より始まったロシア軍の全面侵攻においては、東部攻勢時にはそのままロシア連邦軍と共同戦線を構成した。
ドネツク人民共和国およびルガンスク人民共和国は、2022年9月30日にロシアが行った併合宣言に同意、同年12月31日付でロシア連邦構成主体となったことから、ドネツク人民共和国民兵とルガンスク人民共和国民兵はそれぞれ第1軍団および第2親衛軍団としてロシア陸軍に編入された。

## 構造

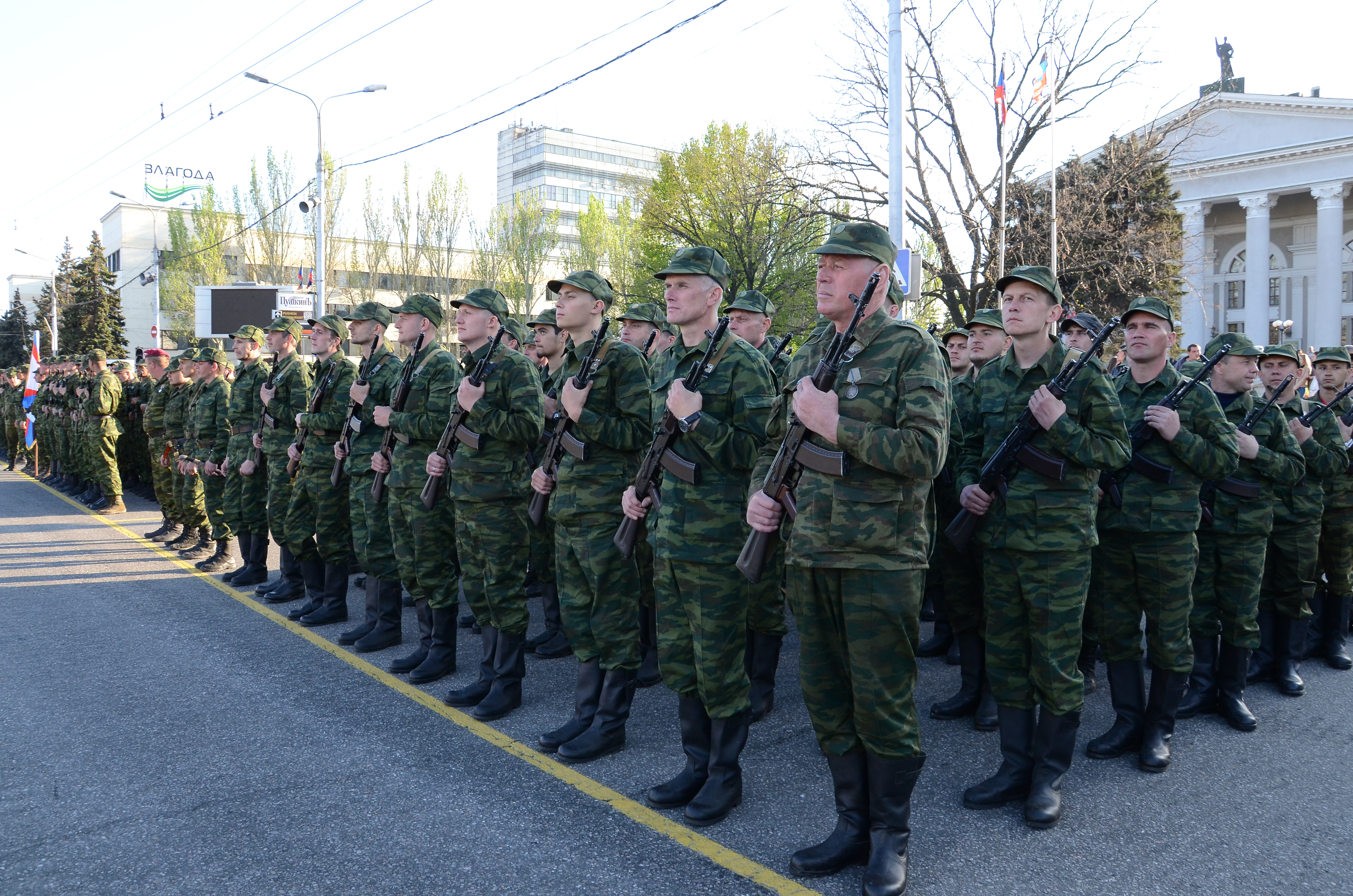
2015年の戦勝記念日パレードのリハーサル中のドネツィクのDPR軍

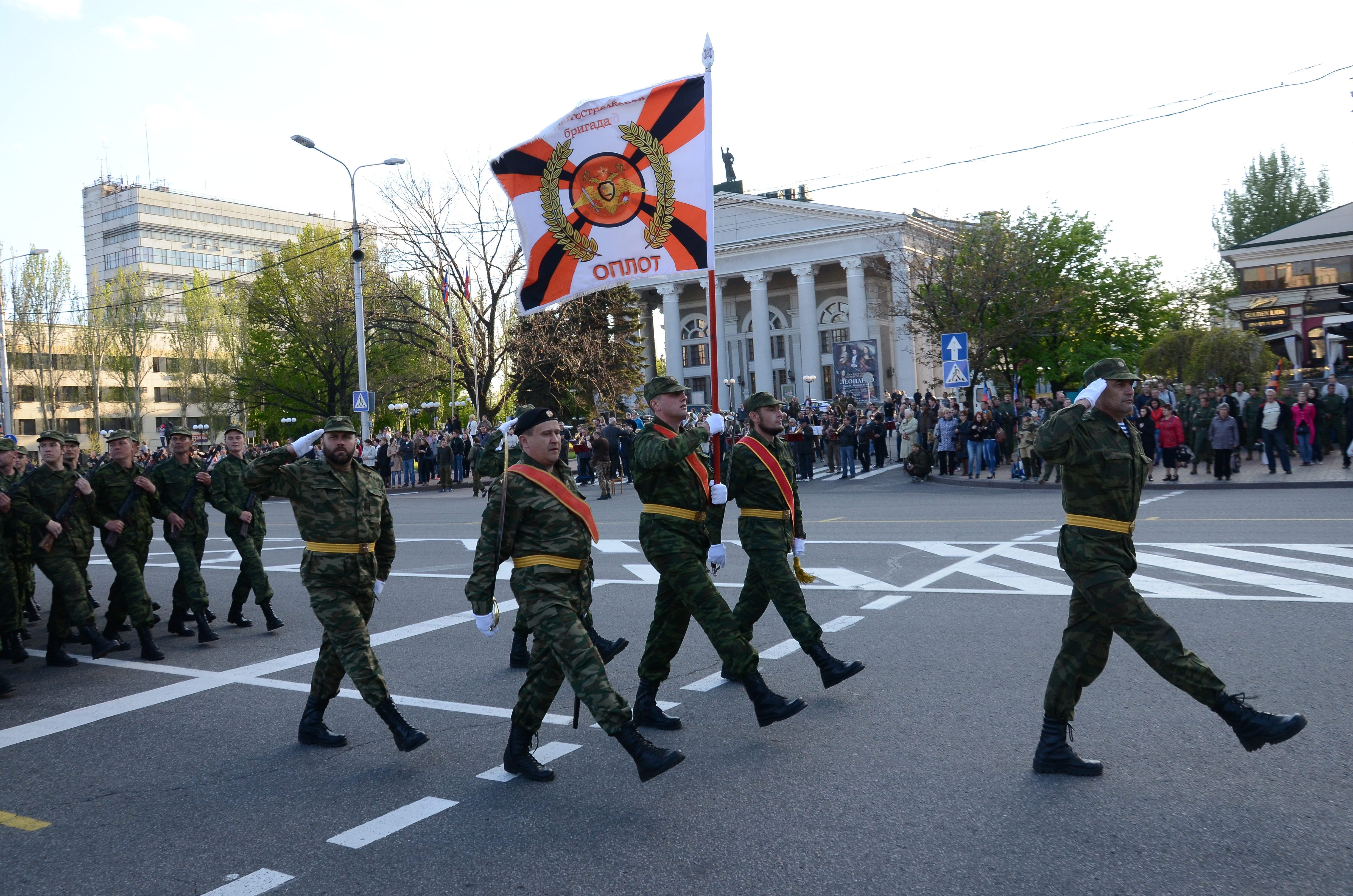
2015年の戦勝記念日パレードのリハーサル中の旅団旗を持ったオプロート旅団の兵士

民兵は、ドネツク人民共和国とルガンスク人民共和国に宣誓したさまざまな武装集団で構成されている。宣誓を拒否した民兵組織は、DPRのギャング団として武装解除された。他のグループは自律的に行動する部隊である。
『ウクライナの一週間』によると、2016年5月にロシアによって設立されたドネツク作戦司令部は、ドネツク人民共和国の軍事的努力の調整を行っているという。彼らがロシアが配備した可能性があると主張する戦車大隊には、DPRディーゼル大隊とLPRオーガスト大隊が含まれている。ユーロマイダン・プレスは、2018年9月に、ノヴォロシア連合軍が2つの軍団で構成されており、第1軍団は「DNRの民兵」、第2軍団は「LNRの民兵」と呼ばれていると報じた。
2018年12月28日、ウクライナ海軍の司令官イーホリ・ボロンチェンコは、DPRがノボアゾフスクに配置された約25隻の改造漁船で構成される艦隊を創設したと主張した。ボロンチェンコによると、DPRはこの艦隊を「海兵隊第9連隊」と名付けた。

### 戦闘部隊

スパルタ大隊旗

### ドネツク人民共和国
DPR市民軍 （ロシア語: Народная милиция ДНР）–2014年11月14日に結成。
 第1スラビャンスク旅団 (ロシア語: 1-ая Славянская бригада) – イーゴリ・"ストレルコフ"・ギルキンがかつて指揮していた旅団。ギルキンは2014年5月16日から同年8月14日までDPRとLPRの同盟軍の国防相を務めた。通称「ストレルコフ」は、後にモスクワ出身のロシア人イーゴリ・ギルキンであると明らかになり、ギルキンはロシア陸軍の退役兵で元FSBエージェントでもあった。
- ドンバス愛国部隊[68] (ロシア語: Патриотические силы Донбасса)
  -  ボストーク旅団 (ロシア語: Бригада «Восток»、意味：「東方旅団」) – アレクサンドル・ホダコフスキーが創設し、指揮をとった特殊部隊旅団[69]。同旅団はロシア人と北オセチア人を含む外国人義勇兵を擁している[70]。最初はボストーク大隊として結成され、ホダコフスキーによれば、2014年6月時点で大隊の人員は約500人という[70]。その後、同大隊は旅団に拡大した[71]。
    -  スラブ統一・再興大隊またはスヴァロギッチ大隊 – Rodnovery (スラブの土着信仰) 運動のメンバーが結成。ピーク時には戦闘員1200人を擁していた。現在はボストーク旅団の一部となっている[72][73]
- 第5オプロート独立歩兵旅団またはオプロート旅団 (ロシア語: Батальон «Оплот»、意味は「防護者旅団」) – 初代指揮官はアレクサンドル・ザハルチェンコ[74][75]。元々はドンバス市民軍大隊であり、DPRの民兵の再編成中の2014年9月までに旅団に拡大した[76]。
- ロシア正教軍 (ロシア語: Русская православная армия、ROA) – 部隊の上級指揮官はアレクサンダー・ヴェリン[75]。ドネツィクを支配する武装勢力の一つであり、人員は主に炭鉱の町の地元の人々で固められている[77]。ROA創設時の人員は100名と報じられており、ウクライナの情報筋によると、2014年6月時点で少なくとも戦闘員350人を擁しているという[78]。独立系情報源によると、ドンバスで分離派とウクライナ政府との戦闘が悪化するにつれ、人員数は4000人に増加したという[79]。2014年9月、ROAは組織形態を変更し、新設されたドンバス市民軍第5オプロート独立歩兵旅団と統合した[76]。
- 第2領土防衛大隊「鉱夫師団」 (ロシア語: Шахтёрская дивизия) – 2014年9月以降、領土防衛大隊に再編成された
- カルミウス旅団 (ロシア語: Бригада «Кальмиус») – Sergei Petrovskiyが指揮をとる特殊部隊旅団[80]
- 統合正教大隊「ボスホド」またはボスホド大隊 (ロシア語: Батальон «Восход»、意味：「日の出大隊」) – 2014年6月結成、戦闘員300人を擁していた[81]
- ステップ大隊 (ロシア語: Батальон «Степь»)[82]
- DPRセキュリティサービス大隊 (ロシア語: Батальон службы безопасности Донецкой народной республики) – ドネツク人民共和国のセキュリティサービス[80]
- スパルタ大隊 (ロシア語: Батальон «Спарта») – アルセン・パブロフ（通称：モトローラ）が創設し、2016年に暗殺されるまで指揮をとった特別作戦大隊。後任にはスラビャンスク出身のウラジミール・ゾガ（通称：Voha）が就いた[83]。ゾガはロシアのウクライナ侵攻中の2022年3月に戦死した[84]。
- 第1独立大隊戦術グループ「ソマリア」またはソマリア大隊 (ロシア語: Батальон «Сомали») – ミハイル・トルスティフ中佐（通称：ギビ）が2017年に暗殺されるまで指揮をとっていた戦術グループ[85]。2022年時点の本隊の指揮官はティムール・クリルキン中佐である[86]
- DPR共和国防衛隊 (ロシア語: Республиканская гвардия ДНР) – 2015年1月12日にアレクサンドル・ザハルチェンコが設立した精鋭部隊[87][88]。イヴァン・コンドラトフ少将が指揮をとっており、6個大隊、合計3000人以上の戦闘員で構成されている[88]
  -  国際旅団「ピャトナシュカ」または ピャトナシュカ旅団 (ロシア語: Бригада «Пятнашка»、意味：「第15旅団」) – Akhra Avidzba（通称：アブハズ）が指揮をとっている国際旅団。マリンカのDPRの陣地はこの部隊が保持している[89]
- ディーゼル大隊 (ロシア語: Батальон «Дизель») – 2015年に結成された独立戦車大隊。T-72B1を含むソ連の装備を用いている[63][90]
- バイキング大隊 – 2015年に結成された自動車化歩兵部隊
- マリウポリ・キンガン海軍歩兵 (ロシア語: Мариупольско-Хинганский морская пехота) – 2016年結成。部隊名は第二次世界大戦時のソ連軍の一部隊名に基づいている。

#### 独立したDPR部隊
- ルシッチ中隊 (ロシア語: ДШРГ «Русич») – ロシアが支援するワグネル・グループ傘下の特殊部隊型の中隊であり[91]、ロシアのネオナチのアレクセイ・ミカコフが指揮をとっている[92]。ルシッチは極右のロシア人とその他の欧州の義勇兵から構成されている[93][94]。2022年4月、ルシッチはウクライナ東部に帰還したと報じられた[91]。

### ルガンスク人民共和国
LPR市民軍（ロシア語: Народная милиция ЛНР）。
- 第2親衛自動車化狙撃旅団 - クリメント・ヴォロシロフにちなんで名付けられた[95]
- 第4親衛自動車化狙撃旅団
- 第7チスチャコフスカヤ自動車化狙撃旅団
- 第6独立コサック自動車化狙撃連隊 - アタマンのマトヴェイ・プラトフにちなんで名付けられた
- ザリャー大隊（ロシア語: Батальон «Заря»、意味：「夜明け大隊」）– 初代指揮官はイゴール・プロトニツキー[96]。アンドレイ・パトルシェフが指揮をとっている。
  - インターブリゲード – 「もう一つのロシア」のメンバー[97][98]、国家ボリシェヴィキ党のロシア人義勇兵[99][100]
- レシー大隊（ロシア語: Батальон «Леший»、意味：「森の精神大隊」）–アレクセイ・パブロフが指揮をとった特殊部隊の大隊[101]。
- 第1独立機械化旅団「オーガスト」またはオーガスト大隊 – LPR市民軍で唯一の戦車大隊[63]

#### 独立したLPR部隊

プリズラーク大隊の旗

- ドン・コサックの偉大なホスト（ロシア語: Всевеликое войско Донское）[102] –ウクライナとロシアから志願兵を募集する国際組織[103]
  -  コサック州兵（ロシア語: Казачья Национальная гвардия）–Rashid　Shakirzanovが指揮するドン・コサックの義勇兵グループ[62]。このグループは戦闘員4000人以上を擁し、装甲車や大砲を利用できる[62]。2014年5月から11月まで、グループはアタマンのニコライ・コジツィンが指揮をとった[62][104]。コジツィンは、2014年11月に強制的に権力の座から排除され、Shakirzanovが後任に就いた[62]。グループの本部はアントラツィトにあり、部隊の支配地域はクラスニー・ルーチにまで拡大している[62]。当初、このグループは、スラビャンスク市議会の占拠を受けて、米国務省によってロシアの特殊部隊として識別された[105]。 2014年11月、グループは犯罪を抑止するためにペレヴァルスクで死刑を導入した[106]。コジツィンは、市内にはこれ以上の略奪、強盗、カージャックはないと述べた[106]。彼らはLPRの軍司令部に加わることを拒否したが、LPRと協力しており、自律性を維持し、領土を支配している[62]。
- 第1コサック連隊（ロシア語: Первый казачий полк）– アタマンのパベル・ドリオモフが指揮していたドン・コサック義勇兵グループ。このグループは約1300人の戦闘員を擁しており、本部はスタハノフにある[62]。2014年9月に分割されるまで、元々はコジツィンのコサック州兵の一部であった[62]。ドリオモフはLPRの指導部は腐敗しており、「親オリガルヒ」と非難した[62]。ドリオモフは、自分の結婚式の翌日の2015年12月12日、ドリオモフの車が未知の犯人によって爆破され、死亡した[107]。
- 機械化旅団「プリズラーク」またはプリズラーク旅団（ロシア語: Бригада «Призрак»  、意味：「幽霊旅団」）– ユーリ・シェフチェンコが指揮をとっている機械化歩兵旅団。アレクセイ・モズゴボイが結成し、2015年5月23日に暗殺されるまで指揮をとっていた[108]。このグループはLPR当局からの距離を保ち、アルチェフスクとその周辺地域に拠点を置いている[62]
  -  DKO（ロシア語: ДКО – Добровольческий коммунистический отряд）Piotr Biriukovが指揮する国際組織であるVolunteerCommunistDetachment。 [109] [110]
  -  大陸部隊（フランス語: Unité Continentale  ）–フランス、セルビア、ブラジルの義勇兵グループ[111][112]。

### 以前のユニット/解散
ドンバス市民軍 (ロシア語: Народное ополчение Донбасса) – 2014年3月3日から同年9月16日までのドネツク人民共和国の主力民兵組織
- DPRとLPRの連合大隊。 [113]

即応グループ「バットマン」の旗

  - 北部大隊（DPR）（ロシア語: Батальон «Север»）（非公式）[114]
  - ルガンスク民兵（ロシア語: Народное ополчение Луганщины）[115]
- ロシア正教軍 (ロシア語: Русская православная армия、ROA) – 部隊の上級指揮官はアレクサンダー・ヴェリン[75]。ドネツィクを支配する武装勢力の一つであり、人員は主に炭鉱の町の地元の人々で固められている[77]。ROA創設時の人員は100名と報じられており、ウクライナの情報筋によると、2014年6月時点で少なくとも戦闘員350人を擁しているという[78]。独立系情報源によると、ドンバスで分離派とウクライナ政府との戦闘が悪化するにつれ、人員数は4000人に増加したという[79]。2014年9月、ROAは組織形態を変更し、新設されたドンバス市民軍第5オプロート独立歩兵旅団と統合した[76]。
- 鉱夫師団（ロシア語: Шахтёрская дивизия）- スラビャンスクとクラマトルスクからの反政府勢力の撤退直後に設立され、コンスタンチン・クズミンが指揮をとっていた。戦闘員の年齢層は22～60歳で、元炭鉱夫で構成されている[116]。2014年9月以降、領土防衛大隊に再編成された。
  -  カルミウス大隊（ロシア語: Бригада «Кальмиус»）– Sergei Petrovskiyが指揮をとっていた特殊部隊大隊[80]。2014年9月以降に分割されるまで、以前は鉱夫師団の傘下にあった。

独立したDPR部隊（主に2014年から2015年頃に解散）
- 国際大隊 – ロシア人、チェチェン人、ギリシャ人、オセチア人、ポーランド人、ハンガリー人、セルビア人、ラトビア人、ベラルーシ人、ウズベキスタン人、フランス人、ドイツ人、イタリア人、スペイン人、アルメニア人、その他の義勇兵が含まれる[117][118][119][120][121]。
  -  正教会の夜明け（ブルガリア語: Православна Зора）– ブルガリアの義勇兵グループ[122]。
  -  聖ステファンの軍団（ロシア語: Легион Святого Иштвана）– 国際大隊のハンガリーのサブグループ[118]。このグループはハンガリーのナショナリストの綱領を支持し、ザカルパッチャ州のハンガリーの少数派に民族自決権を要求し[123] 、ハンガリーの極右政党のヨッビク党に近いと非難されてきた[124]。
  -  Jovan Šević分遣隊（セルビア語: одред «Јован Шевић»  ）– セルビアのチェトニック主導のグループであり、戦闘員450人を擁する。Bratislav Živkovićが同隊の指揮をとっていた[125]。
  - カルロス・パロミノ国際旅団（スペイン語：Brigada Internacional Carlos Palomino）– スペインの反ファシスト義勇兵グループ[126]
- ヴァリャーク大隊（ロシア語: Батальон «Варяг»）- ネオナチでDonetsk Russkiy Obrazの元トップであるアレクサンダー・マチューシンが指揮をとっていた義勇兵大隊である[127] [128] [129]。

 南東軍 (ロシア語: Армия Юго-Востока) – 2014年4月中旬から同年9月16日までのルガンスク人民共和国の主力民兵部隊
- 即応グループ「バットマン」またはバットマン大隊（ロシア語: Группа быстрого реагирования «Бэтмен»）– 2015年1月1日に車列への攻撃で殺害されるまで、アレクサンダー・ベドノフが指揮をとっていた[134]。グループのメンバーは、攻撃はルガンスク人民共和国トップ、イゴール・プロトニツキーが命じたと述べた[134]。彼らによると、ベドノフと部下の戦闘員は、「全ての非妥協的な指揮官を一掃するように命じられた」ため、「プロトニツキーの命令によって」殺された[135][136]。この攻撃に続いて、LPRはベドノフの一部の部下を逮捕し、大隊を解散させた[93]。大隊の要員の一部は他のLPR部隊に分散し、DPRの野戦司令官のギビとモトローラは元メンバーを彼らの大隊に勧誘した[93]。
- インターユニット – 2015年にプリズラーク旅団の内部に設立された国際主義者の義勇兵で構成される極左の軍政治部隊。義勇兵の大部分はスペインから来ていたが[137]、「ネモ」と呼ばれるイタリア人戦闘員によって指揮されていた[138]。同部隊は2017年まで運用されていた。

### 非戦闘部隊
- ノヴォロシア人道主義大隊 (ロシア語: Гуманитарный батальон «Новороссия») – 人道援助の配送の保護に関与する非戦闘部隊[139]

## 司令官
ドネツク人民共和国
- デニス・プシーリン - DPRの首長

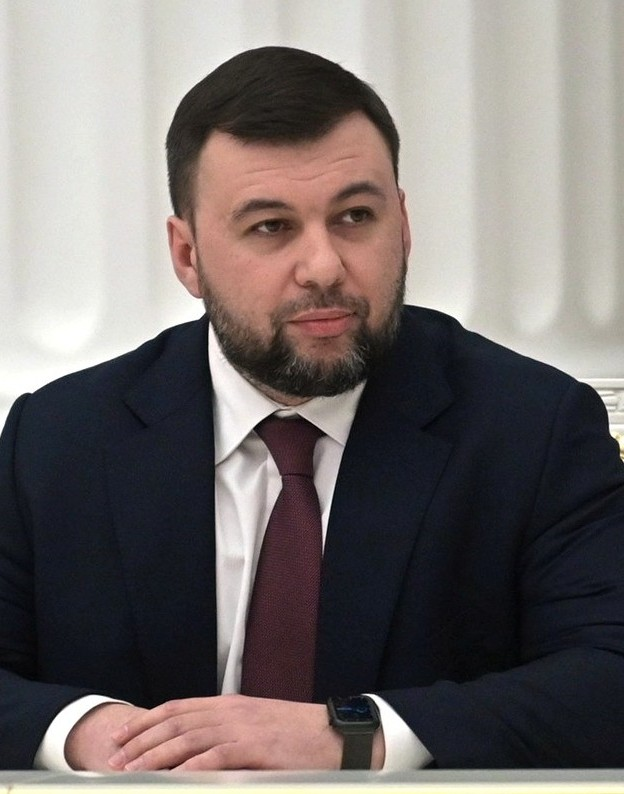
DPRの現最高司令官、デニス・プシーリン

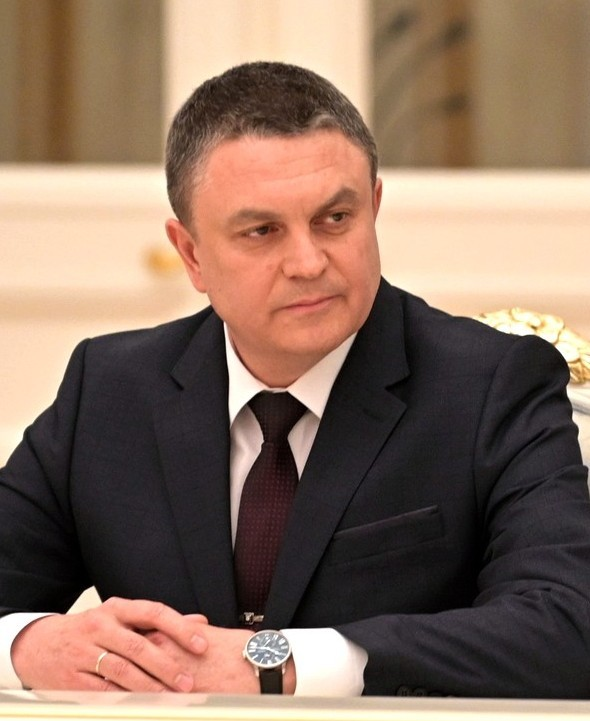
LPRの現最高司令官、レオニード・パセチェク

- アレクサンドル・ザハルチェンコ †
- ウラジーミル・コノノフ
- エドゥアルド・バスリン
- パベル・グバレフ[2] （元）
- 「Romashka」（仮名）、本名：Sergei Zhurikov （ロシア語：СергейЖуриков ） †
- アレクサンドル・ホダコフスキー
- イゴール・ベズラー（元）
- アレクサンダー・ベリン
- 「ボッツマン」 [140]
- コンスタンチン・クズミン
- セルゲイ・ペトロフスキー
- モトローラ （仮名）、本名：アルセン・パブロフ（ロシア語：АрсенПавлов ） †
- ギビ[141] （仮名）、本名：ミハイル・トルスティク †
- Akhra Avidzba
- イヴァン・ミロシェビッチ

ルガンスク人民共和国
- レオニード・パセチニク - LPRの首長
- イゴール・プロトニツキー（元）
- ヴァレーリー・ボーロトフ（元） †
- ニコライ・コジツィン（元）
- パベル・ドリオモフ † （ドリオモフの車が未知の犯人によって爆破された）[107]
- アレクセイ・モズゴボイ †
- アレクサンダー・ベドノフ †
- ユーリ・シェフチェンコ
- オレグ・ブグロフ(逮捕) [142][143]、元国防相（伝えられるところではDPRでは国防相の地位は2018年10月1日に廃止された）[144][145]。

## 装備
軍備調査サービス（ARES）によると、反政府勢力は主にウクライナ危機以前に国内で利用可能だった装備を使用している。しかしながら、彼らはまた、ロシア国外に輸出されたことのないロシアの軍事装備の一部の最新モデルを含む、ウクライナに輸出されたかウクライナで入手できることが知られていない武器も所持していたという。

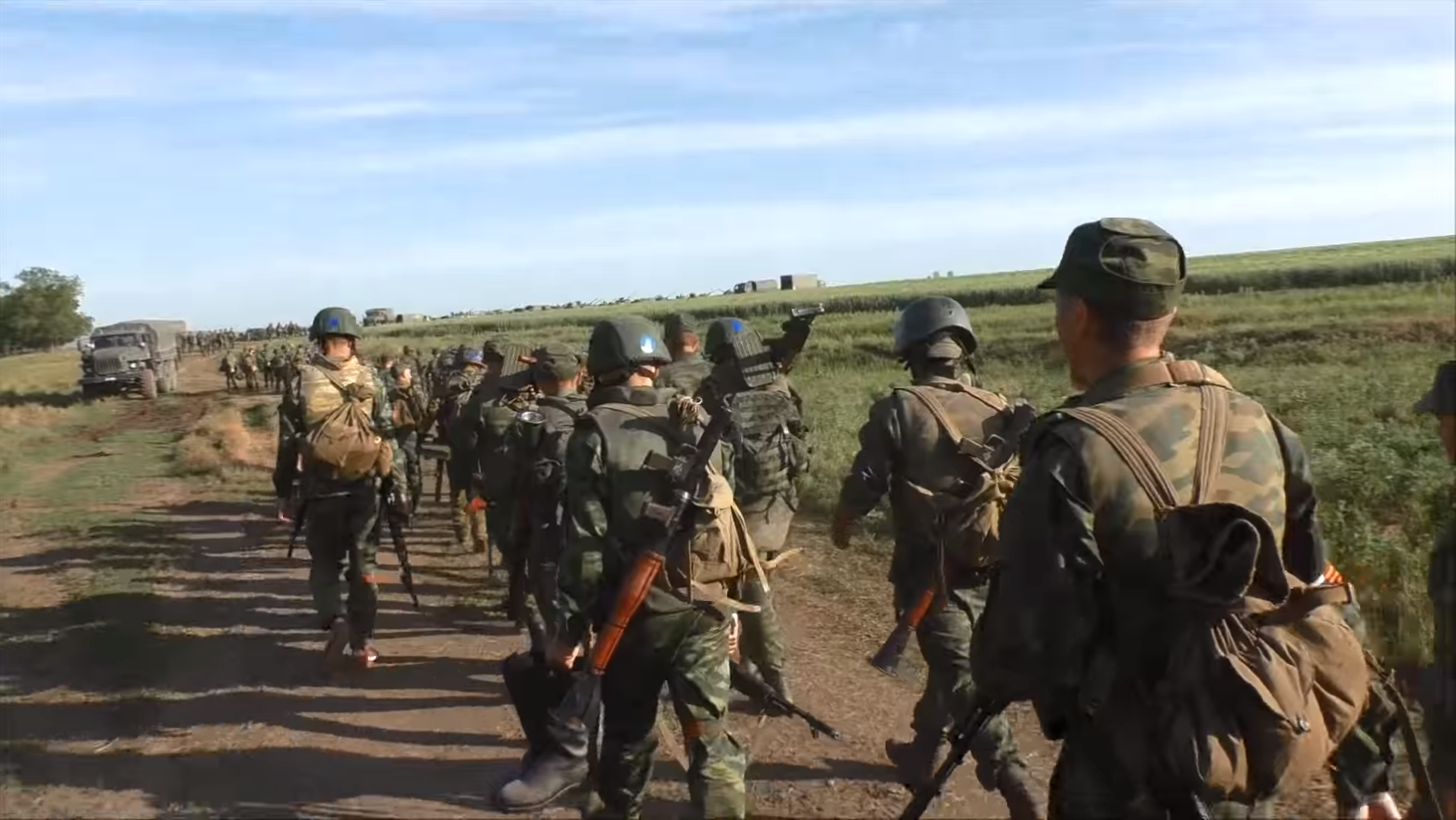
ロシア軍の装備を持つバイキング大隊歩兵（2015年7月）

ドネツク人民共和国によると、同国の軍事装備はすべて「我々がウクライナ軍から奪った武器」だという。しかし、ウクライナ政府と米国務省は、（分離派の発言は）虚偽であるとし、両者は分離主義者が多連装ロケット砲や戦車を含む軍事装備をロシアから受け取ったと主張している。ロシア当局は民兵への武器の供給を否定しているが、実質的な証拠がロシアによる支援を証明している。2014年8月、ウクライナ国防相のヴァレリー・ヘレテイは、ロシアからの武器供与の証拠は、ウクライナ陸軍が使用（または購入）したことのないロシア製の武器をドンバス市民軍の戦闘員が使用していたことであると述べた。
親露派の分離主義者が所持しているのが見られたそのようなロシア専用の装備には、T-72戦車のロシア改修型（特にウクライナで破壊されたT-72B3とT-72BA  ）、BTR-82AM歩兵戦闘車（2013年にロシアで採用）、BPM-97装甲兵員輸送車、対空システムパーンツィリ-S1、多目的車両GAZ Vodnik （2005年にロシアで採用）、MT-LBのロシア改修型、ロケット推進火炎放射器MRO-A 、対戦車ミサイルKornet、対物ライフルKSVK、消音スナイパーライフルVSSなどが含まれる。

## 軍事訓練

### 高等諸兵科司令校
ドネツィク高等諸兵科司令校（ロシア語: Донецкого высшего общевойскового командного училища、DHCAS）は、士官候補生のイデオロギー訓練における高等機関である。DPRとLPRの両方の人々が学校に入学することができる。同校では偵察、戦車部隊、歩兵、政治将校の4つの分野で将来の指揮官を育成する。卒業後、士官候補生は副官として任命される。2016年秋から、軍事ライシーアムはDHCACSに加盟している。

### 軍事・身体訓練ライシーアム

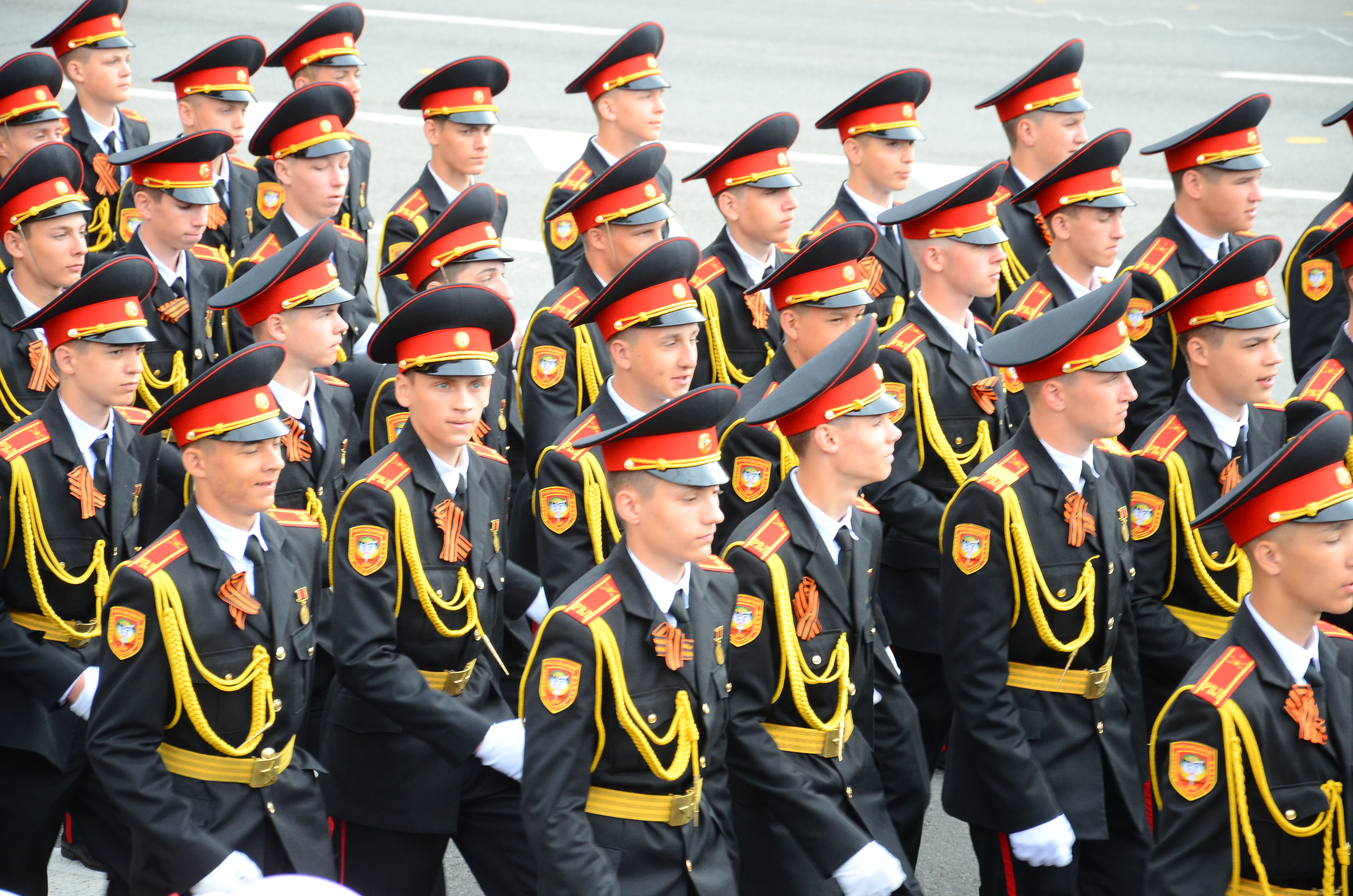
パレード中のライシーアムの学生。

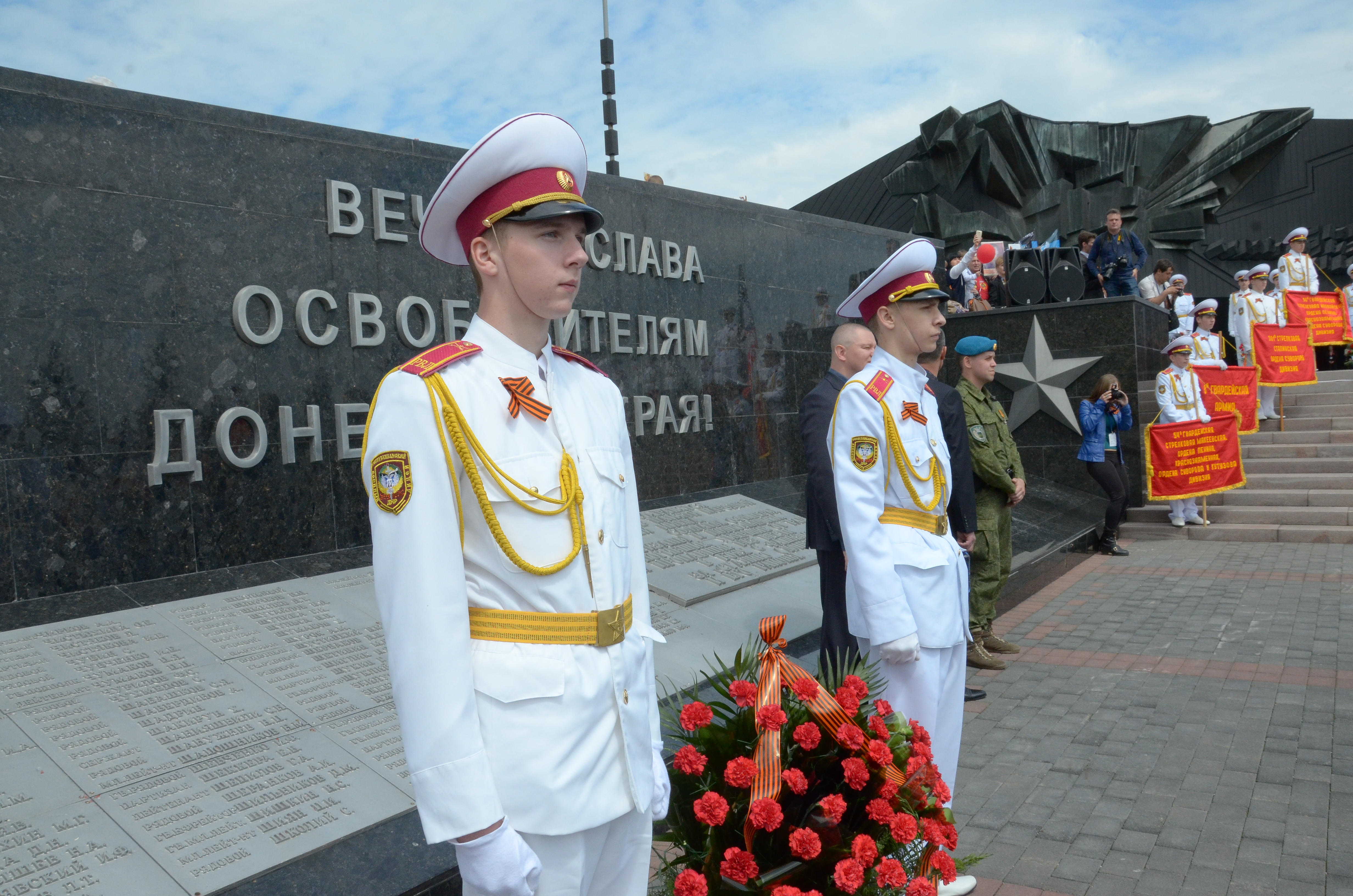
白いドレスの制服を着たライシーアムのメンバー。

ゲオルギ・ベレゴヴォイ軍事・身体訓練ライシーアム (ロシア語: Лицей с усиленной военно-физической подготовкой имени дважды Героя Советского Союза, летчика-космонавта СССР, генерал-лейтенанта Г.Т.Берегового）は、スヴォーロフ軍学校やイワン・ボフン軍高校に似た市民軍の教育施設である。1993年5月15日にウクライナ内閣の法令により、ドネツク高等軍政治工学・通信部隊校として設立された。1993年から2000年まで、ライシーアムは3年制であった。20年以上にわたって、2793人の卒業生がこの機関を卒業し、そのうち1,000人以上が現在、ウクライナのさまざまな権力構造の役職に就いている。同校は2014年に改名され、切り替わった。それ以来、300人以上の学生が卒業した。学校は14歳から16歳までの少年向けに開かれており、入学者の多くは軍人の家族である。士官候補生は週に6日学校に住んでいる。

## ロシアとの関係
紛争が激化するにつれ、ドンバス人民軍は旧ソ連構成国からの多数の義勇兵（主にロシアからで、チェチェンと北オセチアの戦闘員も含まれる）によって強化された。
ウクライナ政府と米国務省によると、ドンバス市民軍はロシアからロシアの戦車や多連装ロケット砲などの軍事装備を受け取っているという。ロシアは兵器の供与の事実を否定し、ドンバス市民軍と共に戦うロシア市民は義勇兵であると説明した。ドネツク人民共和国は2014年8月16日に、「ロシア連邦の領土で4か月以上の訓練を受けた個人」1200人を（30台の戦車と120台のその他の装甲車両（どこの国のものかは明らかにしなかった）とともに）受け取ったと主張した。2014年8月、DPRのアレクサンドル・ザハルチェンコ首相は、ロシアから軍事装備を受け取っていないと表明し、DPRの軍装備品はすべて「我々がウクライナ軍から取った武器」だと述べた。
負傷した民兵の一部はロシアで医療ケアを受けた。2014年8月中旬、ロシアのドネツクにあるドネツク中央病院などの病院では、毎日10人～20人の負傷した戦闘員が治療を受けている傾向にあった。ロシア非常事態省は治療ロジスティクスを支援した。（ロシアの）連邦保安庁からの取り調べを受けて登録され、この期間中にロシアで治療を受けた人々は、ウクライナ陸軍がドンバス戦争で勝利した場合はウクライナに戻らないが、代わりにウクライナ東部でのパルチザン運動に参加すると語った。

## 右翼ナショナリズム

スパルタ大隊の記章、ゲーム『メトロ2033』でも見られるスパルタのシンボルがあしらわれたロシア帝国旗が特徴

フランス国際関係研究所（IFRI）による2016年の報告によると、ロシアの民族的・帝国主義的ナショナリズムは、ドネツクおよびルガンスク人民共和国の公的イデオロギーを形成している。ドンバス戦争中、特に初期においては、極右グループは恐らくウクライナ側より親露派側で重要な役割を果たした。その後、ドンバスでは親露派の極右グループの重要性が低下し、ロシアの過激なナショナリストの必要性がなくなり始めた。
マルレーヌ・ラリュエルによれば、ドンバスの分離主義者のイデオロギーは、ファシスト、正教会、ソビエトの3つのロシアナショナリズム要素からなるイデオロギーを生み出した。
国家ボリシェヴィキ党、ロシア民族統一（RNU）、ユーラシア青年連合、およびコサックグループの現・元メンバーは、分離主義者の募集のための支部の開始に参加した 。元RNUメンバーのパベル・グバレフは、ドンバス市民軍の創設者であり、ドネツク人民共和国の初代「知事」を務めた。特に、RNUは多くの分離主義者部隊の一つであるロシア正教軍と関係があり、ロシア正教軍は「親ツァーリ」および「過激派」正統派ナショナリストと呼ばれている。「ルシッチ」は、ウクライナで活動する極右の過激主義と繋がりがあるロシアの傭兵集団ワグネル・グループの一部である。
ロシアの分離主義者の中で最も影響力のあるナショナリストと極右の活動家の一部は、ロシア帝国を復活させようとする新帝国主義者である。それらの人物の中に、ロシアの新帝国主義と民族主義を支持するドネツク人民共和国の初代「防衛大臣」のイーゴリ・ストレルコフ・ギルキンが含まれている。白人至上主義の過激派グループであるロシア帝国運動は、分離主義者に加わるために何千人もの義勇兵を募集した。スパルタ大隊のように、一部の分離主義者は黒黄白のロシア帝国旗を掲げた。2014年、国民解放運動の義勇兵がドネツク市民軍に加わり、皇帝ニコライ2世の肖像画を掲げた。
2014年6月、ロシア正教軍はスラビャンスクで4人のペンテコステ派を殺害したとして告発された。男性はウクライナ政府のスパイとして非難されたが、本件はドンバス地域における宗教的迫害政策の一環であると言及されている。
分離主義に関与している他のロシアのナショナリストの義勇兵には、ユーラシア青年連合のメンバー、スラブ連合や不法移民反対運動のような禁止団体が含まれている。もう1つのロシアの分離主義者の準軍事組織であるインターブリゲードは、民族ボルシェビキ（ナズボル）グループの「もう一つのロシア」の活動家で構成されている。
極右活動家は紛争の初期に一役を担ったが、彼らの重要性は誇張されることが多く、紛争の両陣営における極右活動家の重要性は時間が経つごとに低下していった。ドネツクの政治情勢は、極右グループの重要性をさらに低下させた。

## 日本人義勇兵の参加
2023年9月7日、ロシアの軍事ブロガーのテレグラムチャンネルに投稿されたインタビュー動画に日本人とされる男性が登場した。男性は「カネコ」を名乗り、日本語でインタビューに応じている。男性はロシア側のドネツクの志願兵部隊に参加しているという。その理由をウクライナ側を支援する米国はかつては米大陸の先住民族を迫害し、日本に核兵器を投下したと語り「義はロシアにある」、「先祖をたくさん虐殺された日本人が、米国のいいなりになっている」と動画内で主張している。

## 戦争犯罪の申し立て
ウクライナ東部に関する2014年11月18日の国連報告書ではDPRは「法と秩序の完全な崩壊」状態にあると記載されている。報同告書は、「拷問、恣意的かつ外部との連絡を絶たれた拘禁、即決処刑、強制労働、性暴力、財産の破壊および違法な押収を含む、武装集団による深刻な人権侵害の事例は引き続き報告されており、人道に対する罪につながる可能性がある」と指摘している。
2015年9月、欧州安全保障協力機構（OSCE）は、ドンバスの違法な拘留下に置かれていた犠牲者の証言に関する報告書を発表した。2015年12月、 Małgorzata Gosiewskaが率いるチームは、ドンバスでの戦争犯罪に関する包括的なレポートを発表した。